# Велдер, Хан
Йоханнес Адрианюс Якобюс (Хан) Велдер (нидерл. Johannes Adrianus Jacobus "Han" Velder; 23 июня 1930, Амстердам — 5 июля 2007, Амстердам), также известный как Ханни Велдер (нидерл. Hannie Velder) — нидерландский футболист, игравший на позиции левого полузащитника, выступал за амстердамские команды «Аякс» и ВВА.

## Биография
Родился в июне 1930 года в Амстердаме. Отец — Якобюс Кристиан Велдер, мать — Мария Хелена Бютер. Оба родителя были родом из Амстердама, они поженились в июле 1928 года в Амстердаме — на момент женитьбы отец был водителем.
Летом 1942 года вступил в футбольный клуб «Аякс» в качестве кандидата, а через четыре года был переведён в юниоры. За юношеский состав играл вместе с Джо Беренсом и Кором Гелхёйзеном, был капитаном команды. С сезона 1948/49 играл за «Аякс 5» на позиции левого полузащитника.
За основной состав «Аякса» дебютировал в возрасте 21 года. Первый матч в чемпионате Нидерландов провёл 2 декабря 1951 года, выйдя в стартовом составе в игре 12-го тура против РКХ. По оценке издания De Telegraaf, в первом тайме Велдер немного нервничал, но всё же достойно провёл игру. Матч завершился победой «Аякса» со счётом 2:1. В дебютном сезоне он так же сыграл в товарищеских матчах против «Де Волевейккерса» и ДВС.
В последующих сезонах продолжал выступать за резерв «Аякса». В сезоне 1954/55 в составе команды «Аякс 2» выиграл чемпионат среди резервистов. В том же сезоне вновь сыграл за основной состав — 5 декабря 1954 года вышел на замену в матче чемпионата с ««Де Волевейккерс», а 6 февраля 1955 года отыграл полный матч с АГОВВ, который стал для него последним в рамках чемпионата. В июле того же года с группой игроков был выставлен на трансфер, но покинул команду лишь год спустя. В итоге вместе с Джо Беренсом перешёл в другой клуб из Амстердама — ВВА. Позже играл за команду ветеранов клуба «Зебюргия», где также выступал Ян Квакернат.
Женился в возрасте двадцати шести лет — его супругой стала 23-летняя Хендрика Алида Маргарета (Рит) Боде, уроженка Амстердама. Их брак был зарегистрирован 8 сентября 1956 года.
Умер 5 июля 2007 года в Амстердаме в возрасте 77 лет. Церемония кремации состоялась 11 июля в крематории кладбища Де Ньиве Остер.